# Ero e Leandro

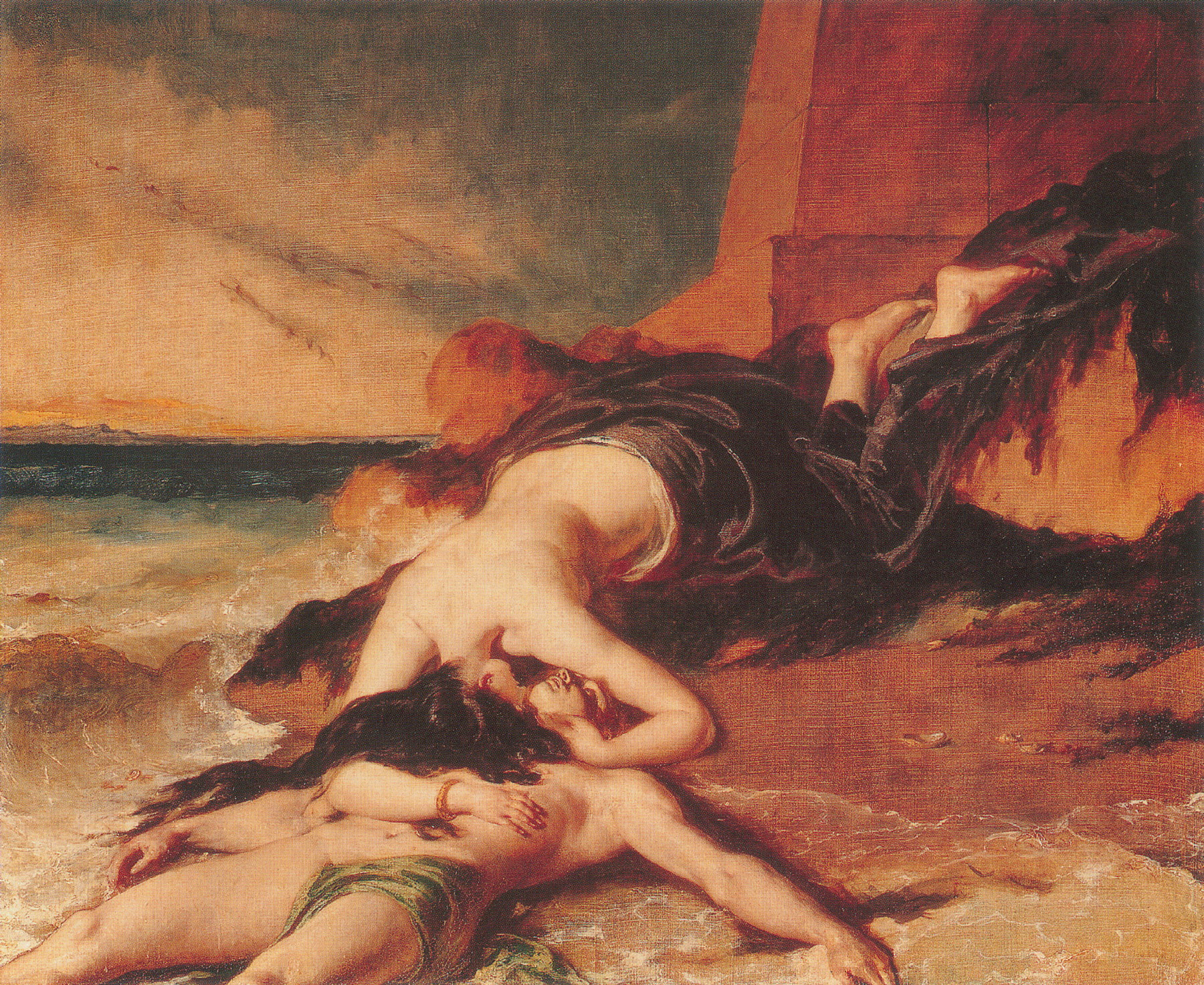
Ero e Leandro (1828), dipinto di William Etty.

Ero e  Leandro sono i protagonisti di una struggente storia d'amore elaborata da due autori classici: Publio Ovidio Nasone, poeta latino del I secolo, e Museo Grammatico, autore greco del V/VI secolo. L'amore appassionato fra i due e il tragico epilogo della vicenda hanno nel tempo ispirato vari autori i quali hanno rivisitato il mito arricchendolo via via di pathos, levigandone le vicende e accrescendone il dramma. In tempi e luoghi diversi, Bernardo Tasso e Christopher Marlowe hanno entrambi esaltato in un poemetto l'amore della giovane coppia. 
Si racconta che Lord Byron abbia voluto provare sulla propria persona la veridicità della storia attraversando da solo, a nuoto e di notte, l'Ellesponto. 
Franz Liszt e Robert Schumann sono tra i compositori che hanno dato veste musicale al mito.

## Leggenda
Ero e Leandro sono due giovani innamorati e bellissimi che vivono sulle sponde opposte di uno stretto braccio di mare, attraversato da correnti fortissime e da moltissime navi. L'opposizione delle famiglie al loro amore e la distanza non li scoraggia: Leandro, forte della sua gioventù intrepida e del suo amore, ogni notte si tuffa nelle acque inquiete e pericolose per raggiungere di nascosto l'amata. Ero, consapevole dei pericoli che Leandro corre per lei attraversando le terribili acque agitate, l'attende alla finestra della sua casa affacciata sullo stretto con una candela accesa in mano, affinché la luce possa far da guida all'amante indicandogli la rotta da seguire.
Una notte però la fiamma improvvisamente si spegne e, prima che Ero se ne accorga, Leandro smarrito perde la via nell'impetuoso mare e, stremato, vi trova la morte.

## La versione di Ovidio
La storia d'amore, con la prova di coraggio e fedeltà costante, e l'attesa reiterata e speranzosa della giovane amante ha ispirato Ovidio, che include Ero e Leandro tra le coppie celebrate nelle sue Eroidi e rintraccia nella tragica vicenda temi cari alla sua poetica (l'attesa, l'amore fedele, la speranza vacillante di chi non si crede più amata). 
Le lettere dedicate alla coppia sono la XVIII (Leandro a Ero) e la XIX (Ero a Leandro). 

### Lettera XVIII
Leandro descrive con vivide immagini il suo amore assoluto e devoto per Ero. Dice Leandro alla giovane amata che traversando il mare egli è nello stesso tempo atleta e naufrago:
nuotatore, tornando mi sembra di essere un naufrago.

E se mi credi, verso di te la via mi sembra in discesa,

quando parto da te, è un monte di acqua insensibile»
(Lettera XVIII, v. 119 ss., traduzione da A. Perutelli, G. Paduano, E. Rossi, Storia e testi della letteratura latina, Zanichelli 2010)
L'arrivo del maltempo, le tempeste sul mare, rendono impossibile la traversata; l'angosciata costatazione che occorrerà aspettare del tempo per rivedersi offre l'occasione ad Ovidio per inserire, nel contesto di questa storia d'amore travagliata, un'altra vicenda: l'allusione ad Elle e Frisso, elegante citazione mitologica, evoca già un destino di morte e annientamento:
da te, ora mi lagno che anche questo mi manchi, per via del vento.

L’acqua dell’Ellesponto biancheggia dei marosi smodati,
 
a stento le navi restano sicure nel loro porto.
 
Così, penso, era questo mare quando per la prima volta

prese dalla vergine annegata il nome che ha ancora.»
(Lettera XVIII, v. 139 ss., traduzione da A. Perutelli, G. Paduano, E. Rossi, Storia e testi della letteratura latina, Zanichelli 2010)
Leandro, con commozione, sfoga la sua frustrazione per la distanza che lo separa da Ero e per il mare in tempesta; promette, infine, di raggiungere presto l'amata, anche a costo di morire:
nessun inverno dunque mi vedrà felice?

E poiché niente è meno certo del vento e dell’acqua,
 
la mia speranza deve essere sempre riposta nel vento e nell’acqua?

Adesso è ancora estate, ma quando le Pleiadi,
 
Boote e la capra Olenia, sconvolgeranno il mare?
 
O non so fino a che punto ho coraggio, oppure anche
 
senza cautela, Amore mi getterà in mezzo alle onde.
 
E perché tu non creda che io prometta per un futuro lontano,
 
ti darò presto un pegno della mia promessa:
 
se il mare resterà gonfio ancora per poche notti,
 
cercherò di andare per i flutti ostili;

o avrò sano e salvo il premio della mia audacia,

o la morte sarà la fine di questo amore affannoso.»
(Lettera XVIII, v. 187 ss., traduzione da A. Perutelli, G. Paduano, E. Rossi, Storia e testi della letteratura latina, Zanichelli 2010)

### Lettera XIX
La risposta di Ero a Leandro apre una porta sulla vita in tempi passati, sulle differenti occupazioni in cui sono impegnati uomini e donne, guardando ogni cosa da una delicata prospettiva giovane ed innamorata, molto femminile:
perdona la mia confessione: il mio amore non è paziente
 
Bruciamo dello stesso fuoco, ma non sono pari le forze:

sospetto che negli uomini sia più forte il carattere

Come il corpo, così anche la mente delle ragazze è fragile:
 
morirò se prolunghi ancora un poco l’indugio.

Voi, andando a caccia o coltivando i poderi,
 
mettete molto tempo in vari indugi.

Vi trattengono il foro, gli esercizi in palestra,
 
o reggete col freno il collo del vostro cavallo,

o prendete con la rete l’uccello o con l’amo i pesci:
 
passa più svelto il tempo col vino in tavola

A me, che sono reclusa, se anche bruciassi di meno,
 
non resterebbe nient’altro da fare che amare.»
(Lettera XIX, v. 3 ss., traduzione da A. Perutelli, G. Paduano, E. Rossi, Storia e testi della letteratura latina, Zanichelli 2010)
La ragazza, turbata e in ansia per l'assenza dell'amato, anche se da lui ha ricevuto conferme e promesse d'amore, vacilla e si abbandona ad un accenno di gelosia: che l’indugio di Leandro sia dovuto a un’altra causa?
ma che non si disperda, simile al vento, il tuo amore,
 
che io conti meno per te, che i pericoli superino
 
il motivo per venire, e il compenso non valga più la fatica.
 
Talvolta temo che mi danneggi la patria e si dica

che una ragazza di Tracia non è all’altezza di un letto di Abido.

Eppure sono in grado di sopportare tutto piuttosto

che tu resti in ozio, conquistato da non so che rivale,

e abbraccino il tuo collo braccia estranee, e un nuovo

amore sia la fine del nostro amore.

Piuttosto morire che soffrire questa sciagura,
 
e il mio destino si compia prima del tuo tradimento!»
(Lettera XIX, v. 95 ss., traduzione da A. Perutelli, G. Paduano, E. Rossi, Storia e testi della letteratura latina, Zanichelli 2010)
La lettera si chiude con un presagio di morte, che Ero ipotizza sia determinata dal tradimento di lui, spingendo, di fatto, con la sua insistita impazienza, Leandro tra i flutti in tempesta, mandandolo incontro a un triste destino.

## Il testo di Museo
Risale al tardo V secolo un poemetto, Τὰ καθ’ Ἡρὼ καὶ Λέανδρον, di cui è sopravvissuto il solo epillio, 343 esametri, dedicato ai due giovani amanti, opera di Museo Grammatico, influenzato da trame e peripezie proprie del romanzo greco d'età ellenistica.
Dopo l'invocazione alla Musa, Museo entra nel vivo della vicenda presentando i due giovani protagonisti; sappiamo così che Ero è di Sesto e Leandro è di Abido:
di entrambe le città bellissimi astri pari l’uno all’altro.

Se un giorno passerai il mare in quel punto

cerca una torre, dove un tempo Ero di Sesto

stava dritta tenendo la lampada e così indicava la via a Leandro.

cerca il risonante stretto dell’antica Abido

che ancora piange l’amore e la morte di Leandro»
(Museo, Ero e Leandro, a cura di G. Paduano, Marsilio, 1994, v. 1 ss.)
Leandro, vista Ero durante una festa, se ne innamora follemente; la ragazza è sacerdotessa di Afrodite e inizialmente è ritrosa e resiste all'amore, tuttavia Leandro insiste e non demorde, nonostante le resistenze, ed Ero, alla fine, cede all'amore per il ragazzo:
L' anima accesa gareggiar co' detti,

Ed in tal modo persuasa ei vinse

Della donzella la ritrosa mente.»
(Ero e Leandro, v. 197 ss., testo integrale consultabile in Biblioteca)
Decisiva per la divulgazione della favola antica in età umanistica fu la stampa dell'idillio di Museo nel 1495 ad opera di Aldo Manuzio, a cui seguì, per cura dello stesso, la traduzione latina con testo a fronte tra il 1495 e il 1497; le edizioni aldine ebbero lunga fortuna e furono ristampate più volte con pochi ritocchi e costituirono un testo di riferimento per edizioni successive. Vi accennano anche altri autori, ma deve la sua fortuna soprattutto a un poemetto in esametri di Museo Grammatico, del V o VI secolo dopo Cristo.
Il giovane Leandro, che viveva ad Abido, amava Ero, sacerdotessa di Afrodite a Sesto, sulla costa opposta, e attraversava lo stretto ellespontino a nuoto ogni sera per incontrare la sua amata. Ero, per aiutarlo a orientarsi, accendeva una lucerna. Una notte una tempesta spense la lucerna e Leandro, disorientato, morì tra i flutti. All'alba Ero vide il corpo senza vita dell'amato sulla spiaggia e, affranta dal dolore, si uccise gettandosi da una torre.

## Altre narrazioni del mito
- Il geografo greco Strabone conosce la storia dei due amanti poiché chiama «torre di Ero» un'antica torre ai suoi tempi visibile nella città di Sesto (XIII 22: ἐπὶ τὸν τῆς Ἡροῦς πύργον), probabilmente un faro che dava la rotta ai naviganti negli attraversamenti notturni dell’Ellesponto.
- La leggenda era così celebre da essere raffigurata sulle monete locali di Sesto e Abido; il mito è anche presente su alcune pitture parietali pompeiane (Casa dei Vettii).
- Virgilio allude alla leggenda in un passo del III libro delle Georgiche (III, 219-282).
- Una fonte ignota di età ellenistica aveva narrato la leggenda, come testimoniano i trimetri giambici sopravvissuti e custoditi nel Papiro di Ossirinco 864 e gli esametri del Papiro Rylands 486.
- Fabio Planciade Fulgenzio (V-VI secolo), nella Fabula Ero et Leandri, presenta il mito in una luce negativa, vedendovi un’allegoria dei pericoli dell’amore sensuale: «Amor cum periculo sepe concordat et dum ad illud solum notat quod diligit, numquam uidet quod expedit». Fulg., Mit. III, 4, Fabii Planciadis Fulgentii V. C. Opera, a cura di R. Helm [1898]. Questa condanna morale della passione che sconvolge l’animo dei giovani amanti si ritrova nella narrazione dei tre Mitografi Vaticani (IX-XII sec.) Vedi Le premier mythographe du Vatican, a cura di N. Zorzetti, trad. fr. di J. Berlioz, Parigi 1995, VII-XLIV.
- Un significativo adattamento in versi della storia di Ero e Leandro è dell’abate Baudri di Bourgueil (1046-1130) la cui opera poetica comprende 256 componimenti e che, in uno dei suoi poemi più lunghi, il c. 154, traspone liberamente in distici elegiaci l'antico mito. L’autore vi introduce, fra l’altro, una significativa variante del mito, attribuendo alla gelosa Ero lo spegnimento della lampada: «Extinctis facibus ad limina uirgo recedit / Nec superexpectat, qui properans aderat» (vv. 1179-1180).
- Petrarca paragona i due amanti infelici ad altri in Trionfi II, v. 21: «Leandro in mare et Ero a la finestra»[3].
- Dante Alighieri cita il mito nel XXVIII Canto del Purgatorio: Dante, andando incontro a Matelda, la trova al di là di un corso d'acqua ed è indispettito per non potersi avvicinare, allo stesso modo, egli dice, di Leandro impossibilitato a raggiungere Ero a causa delle condizioni proibitive del mare[4].
- La fortuna della favola di Ero e Leandro crebbe a partire dalla prima metà del '300 e fino alla metà del secolo successivo grazie alla diffusione di Ovidio: il fiorentino Filippo Ceffi volgarizzò le Heroides; il veneziano Giovan Girolamo Nadal nell'ultimo quarto del '300 compose la Leandreide, lungo poema in terzine in cui la vicenda dei due amanti diviene pretesto per parlare di poesia e di Ovidio; il senese Domenico da Monticchiello riprese il volgarizzamento di Ceffi dandogli nuova veste metrica.
- Tra gli epigoni del Mitografo, il benedettino Pierre Bersuire (ca. 1290-1362), nel XV libro del Reductorium morale, quell’Ovidius moralizatus che influenzò il capolavoro di Chaucer, i Canterbury Tales, ed ebbe una larga circolazione nei monasteri, propone una lettura allegorica e una cristianizzazione del mito. La sua interpretazione vede in Leandro il genere umano, nella città il mondo, nel mare la vita mortale, nella lanterna il paradiso, in Ero la sapienza divina. L’amore tra i due giovani viene spiegato come un anelito di Ero (= sapienza divina) verso Leandro (= genere umano) che porta la prima a condividere il destino mortale del secondo. Successivamente, Bersuire si spinge fino a una interpretazione tipologica del mito ed afferma che Leandro prefigura il Cristo che si è incarnato ed ha accettato di morire per amore dell’umanità[5].
- L'Ovide moralisé, testo del XIV secolo di un autore anonimo.
- Bernardo Tasso dedica alla Favola di Leandro e d'Ero un poemetto in endecasillabi, all'interno del Terzo libro de gli amori (1537); per ammissione del suo stesso autore, la scrittura era stata mediata da una traduzione latina ed era frutto di una particolare simbiosi con il testo di partenza.
- Garcilaso de la Vega nel sonetto 29 cita la storia di Ero e Leandro.
- L'avventura amorosa di Ero e Leandro, il topos degli ostacoli, umani e naturali, che impediscono agli amanti di riunirsi, hanno ispirato anche la novellistica volgare, dove l'insegnamento è che la passione d'amore, se non trova giusti confini, può rovinare e portare alla morte; in Le Piacevoli notti di Giovan Francesco Straparola, del 1550, è raccontata una novella i cui protagonisti, pur nell'inversione dei ruoli, ricordano la favola di Museo: Malgherita di notte a nuoto si recava presso l'amante Teodoro guidata da una fiaccola posta sugli scogli; una notte i fratelli della donna, per ostacolare la relazione tra i due, con uno stratagemma le fecero perdere l'orientamento mentre nuotava e la ragazza annegò; il suo corpo, spinto dalle onde sulla scogliera, fu sepolto da Teodoro.
- Christopher Marlowe scrisse un poemetto Hero and Leander pubblicato nel 1598.
- Il mastro calzolaio e poeta Hans Sachs (1494-1576), protagonista dell’opera di Richard Wagner Die Meistersinger von Nürnberg (1862-1867), ha letto il mito di Ero e Leandro in chiave morale nella sua Historia. Die unglückhafft lieb Leandri mit fraw Ehron (1541), segnando l’inizio della fortuna di Museo nel Rinascimento.
- Juan Pérez de Moya (1513-1596), il letterato e matematico autore di un importante trattato spagnolo di mitologia classica, la Philosophia secreta, del 1585, racconta di Ero e Leandro nel V libro (cap. 9) che «Contiene fábulas para exortar a los hombres huyr de los vicios y seguir la virtud».
- Gabriel Bocángel y Unzueta (1603-1658), uno dei maggiori esponenti del Barocco spagnolo, pubblica il suo poema Hero y Leandro a Madrid nel 1627. Il poeta dà vita ad un sottile gioco intertestuale fra tre precedenti versioni del mito (le Heroides di Ovidio, l’epillio di Museo e la Historia di Boscán), a cui sovrappone la storia di Didone nell’Eneide. Vedi Isabel Torres, « A Small Boat », 154.
- Lope de Vega all'inizio del secondo atto de El caballero de Olmedo (1620) paragona alle vicissitudini amorose di Leandro i continui viaggi da Olmedo a Medina che il protagonista, Don Alonso, intraprende per far visita alla sua amata Doña Inés[6].
- Nel 1735 Hugh Stanhope, pseudonimo dietro cui si cela William Bond, un oscuro autore di tragedie e saggista, dà alle stampe a Londra, sotto il titolo antologico The Fortunate and Unfortunate Lovers, due storie: Dorastus and Fawnia ed Hero and Leander, una versione in prosa ispirata all’incompleto poema di Marlowe (1598). Si trattava di un chapbook, ossia uno di quei libriccini tascabili che, a partire dal XVI secolo, cominciarono ad essere venduti porta a porta dagli ambulanti in Inghilterra, ed ebbero, soprattutto nell’Ulster, una enorme importanza per la diffusione della cultura anche nelle zone rurali. Il libro conobbe numerose riedizioni; la Preface to the Reader rivela quali fossero gli intendimenti dell’autore nel proporre alla gente comune una storia come quella di Ero e Leandro: «and let Children learn from the Example of the infortunate Hero, not to dispose of themselves without obtaining their Father’s Consent, or at least not without asking it».

- Troviamo riflessa nel romanzo Miri Jiyori (1894) dello scrittore di lingua assamese Rajanikanta Bordoloi (1869-1939), e dall’altro riaffiora, sullo sfondo drammatico dell’immigrazione clandestina, nel film Welcome (2009) di Philippe Lioret.

(El caballero de Olmedo, Lope de Vega, vv. 29-36)
- Pierre-Jacques-René Denne-Baron scrisse il poema in 4 canti Héro et Léandre, ispirandosi alla versione originale di Museo Grammatico.
- Franz Liszt scrisse la sua ballata n. 2 per pianoforte ispirandosi al mito.
- Luigi Mancinelli scrisse un'opera nel 1896[7], che fu un gran successo a New York (1902-1903).
- Byron fu talmente coinvolto dalla vicenda che volle verificarne la credibilità attraversando lui stesso l'Ellesponto a nuoto.
- Robert Schumann compose nel 1837 il ciclo degli otto Fantasiestücke op. 12 per pianoforte[8]; il quinto pezzo, In der Nacht, è noto perché Schumann ne scrisse: «Dopo averlo finito, ho trovato, con sommo piacere, che conteneva la storia di Ero e Leandro […] Mentre suono In der Nacht non riesco a liberarmi di quest'idea.»[9].
- Anche August Von Platen scrisse una poesia sul mito, tradotta dal Carducci nelle Odi barbare.
- Nel 1871 Arrigo Boito scrisse Ero e Leandro, tragedia lirica in due atti.
- Alfredo Catalani compose nel 1885 il poema sinfonico omonimo.
- John Keats scrisse un sonetto intitolato Su un quadro che raffigura Leandro.
- Lo scrittore serbo Milorad Pavić riprende il mito in chiave moderna ne Il lato interno del vento (Garzanti, 1992).

## Curiosità
- Plinio il Vecchio si prende la briga di calcolare l'effettiva distanza tra le due città a guardia dell'Ellesponto, calcolando la distanza in sette stadi, ovvero 1350 metri (Nat. Hist., 2: «invitis hoc accidisse terris indicio sunt tot angustiae atque tam parva naturae repugnantis intervalla, ad Hellespontum DCCCLXXV. ad Bosporos duos vel bubus meabili transitu unde nomen ambobus , etiam quaedam in dissociatione germanitas concors: alitum quippe cantus canumque latratus invicem audiuntur, vocis etiam humanae commercia, inter duos orbes manente conloquio, nisi cum id ipsum auferunt venti» trad.: “La prova che questo sia accaduto contro la volontà delle terre sono i tanti stretti e i tanto piccoli spazi della natura che si oppone, all'Ellesponto con 875 miglia, ai due Bosfori con un passaggio transitabile anche con buoi- da cui il nome per entrambi-, oltre una certa concorde affinità nel distacco: giacché scambievolmente sono uditi i canti dei volatili e i latrati dei cani, persino scambi di voce umana, rimanendo il dialogo fra le due zone, a meno che i venti non impediscano questo stesso”).
- A. Köchly (filologo classico tedesco che si interessò alla questione) definisce l’epillio di Museo «ultimam emorientis Grecorum litterarum horti rosam» (“ultima rosa del giardino in declino della letteratura greca”).